# صالح القنبر (لاعب كرة قدم مواليد 1985)
صالح القنبر، لاعب كرة قدم سعودي .
لعب سابقاً في أندية الفتح و النصر و الفيصلي و الحزم و هجر و الجيل و النهضة .